# عبير موسي
عبير موسي (مواليد 15 مارس 1975 المنستير) وهي محامية وسياسية تونسية، تولت يوم 13 أغسطس 2016 رئاسة الحزب الدستوري الحر و تقبع بالسجن منذ 3 أكتوبر 2023

## السيرة
ولدت عبير موسي في عام 1975 في جمال من أب يعمل لصالح الأمن القومي وأم تعمل مدرسة. وهي حاصلة على درجة الماجستير في القانون وشهادة الدراسات المعمقة في القانون الاقتصادي وقانون الأعمال، وأصبحت محامية في نقابة المحامين في محكمة التعقيب. وهي أيضًا نائبة رئيس بلدية أريانة، ورئيسة لجنة التقاضي وعضو في المنتدى الوطني للمحامين في التجمع الدستوري الديمقراطي والأمينة العامة للجمعية التونسية لضحايا الإرهاب.
في 12 يناير 2010، تم تعيينها نائبة للأمين العام للمرأة في التجمع الدستوري الديمقراطي. بعد سقوط نظام الرئيس زين العابدين بن علي وحل التجمع الدستوري الديمقراطي في عام 2011، والذي عارضته كمحامية، انضمت موسي إلى الحركة الدستورية التي أسسها رئيس الوزراء السابق حامد القروي. في 13 أغسطس 2016، تم تعيين عبير موسي رئيسًا للحركة الدستورية، وتمت تسميته لاحقا باسم الحزب الدستوري الحر.
في 16 أغسطس 2018، دعت المنظمة غير الحكومية للدفاع عن المثليين من أجل المساواة في الميول الجنسية إلى فرض حظر في منطقة شنغن على عبير موسي إثر خطابها المعادي للمثليين، والذي طالبت فيه بالسجن لبعض المثليين جنسيا.
أعاد الحزب الدستوري الحر انتخاب عبير موسي رئيسة له لولاية جديدة، في مؤتمره الانتخابي الذي عقد من 12 إلى 14 أغسطس 2021.وفي 14 أبريل 2024 أعلن الحزب الدستوري الحر ترشيحها  للانتخابات الرئاسية المتوقع إجراؤها في خريف 2024 رغم وجودها منذ أشهر في السجن، بتهمة معالجة بيانات شخصية وعرقلة الحق في العمل والاعتداء بقصد إثارة الفوضى.

## المسيرة السياسية

### زمن نظام بن علي
تعتبر عبير موسي سليلة نظام الرئيس السابق زين العابدين بن علي الذي أطاحت به الثورة عام 2011. حيث شغلت عدة مناصب صلب حزب التجمع الدستوري الديمقراطي المنحل آخرها في يناير 2010 حين تقلدت منصب نائبة الأمين العام للحزب لشؤون المرأة.

#### تقرير هيئة الحقيقة والكرامة
ذكر التقرير الختامي لهيئة الحقيقة والكرامة في الجزء الثاني المتعلق بـ«تفكيك منظومة الاستبداد»، اسم رئيسة الحزب الدستوري الحر عبير موسي ضمن قائمة المحامين المستفيدين من نيابة المؤسسات العمومية زمن نظام بن علي كمكافأة مقابل ولائهم للنظام وتقديمهم خدمات لحزب التجمع المنحلّ. وقال التقرير، وتحديدًا عند تناوله مسألة اختراق حزب التجمع المنحلّ لهيئة المحاماة وتوظيف المحامين، إن عبير موسي «التي تميّزت بالاعتداء على زملائها خلال الجلسات العامة لعمادة المحامين مثلما ما حدث مع محمد عبو» استفادت من مبلغ بقيمة 125.526 ألف دينار سنة 2009 فقط. ويظهر في التقرير أن نظام بن علي أوكل لـموسي نيابة مؤسسات عمومية هي كل من الصندوق الوطني للتقاعد والحيطة الاجتماعية، والصندوق الوطني للضمان الاجتماعي، وشركة اتصالات تونس والشركة التونسية للتأمين وإعادة التأمين (ستار).

### ما بعد الثورة

#### اللحظات الأولى
في 12 فبراير 2011، وفي خضم الثورة، نشرت جريدة الشروق مقالا لعبير موسي بعنوان «رسالة مفتوحة من الأمينة العامة المساعدة ل"التجمع": أعلنت استقالتي وأطالب بمحاسبة المفسدين والمرتشين» أشادت خلالها بالثورة التونسية آنذاك وأعلنت عن استقالتها من الادارة المركزية للحزب.

#### الدفاع عن التجمع والعداء للثورة
لم تغير عبير موسي ولاءها لحزب التجمع المنحل (وهو ما تبين في وقت لاحق) والتي تولت رفقة من يسمونهم «محامو التجمع» الدفاع عن الحزب أمام القضاء بعد الثورة لإنقاذه من الحل. كما تكن عبير الكراهية للثورة التونسية التي تقول «أنها لا تعترف بها» وللربيع العربي عموما التي تصفه بـ«ربيع الخراب».

#### الثورة المضادة
تكن عبير موسي العداء والكره الشديدين للجماعات الإسلامية وأبرزهم جماعة الإخوان المسلمين التي تصفها بالجماعة «الإرهابية». كما باركت الإطاحة بحكم الجماعة عام 2013 في مصر وأكدت على أن «إسقاط المصريين لجماعة الإخوان شكّل ضربة قوية وموجعة لتنظيمهم الدولي». كما ترفض موسي أي شكل من أشكال الحوار مع حركة النهضة التونسية التي تتهمها بأنها «فرع للتنظيم الدولي للإخوان في تونس». بسبب هذه المواقف من جماعة الإخوان المسلمين، لاقت عبير موسي دعما كبيرا من عدة أنظمة معادية للإخوان مثل نظام عبد الفتاح السيسي في مصر، هذا الدعم يظهر على الأقل في حفاوة وسائل الإعلام المقربة من هذه الأنظمة بتصريحاتها وأنشطتها. كما أن بعض السياسيين والناشطين التونسيين اتهموا عبير موسي وحزبها بتلقي تمويلات أجنبية من دولة الإمارات إلا أن القضاء التونسي لم يثبت ذلك حتى الآن.
في سبتمبر 2020، تقدم مجموعة من المحامين التونسيين بدعاوى قضائية ضد رئيسة الحزب الدستوري الحر، عبير موسي، ونواب كتلتها، تتعلق بتهم «فساد مالي واستغلال نفوذ وتآمر على الثورة وإهانة شهدائها والتخابر مع جهات أجنبية»، فيما يطمح أصحاب هذه القضايا إلى وضع حد لما وصفوه بعربدة «عرابة الثورة المضادة» التي باتت تمثل خطراً على الديمقراطية الوليدة في البلاد حسب قولهم.

#### الانتخابات الرئاسية
تقدمت عبير موسي عام 2019 للإنتخابات الرئاسية المبكرة بترشيح من حزبها الدستوري الحر، لكنها حلت في المرتبة 9 في الدور الأول بعدد أصوات بلغ 135 ألف و461 صوتا. كما كشفت عن نيتها الترشح للإنتخابات الرئاسية 2024.

#### صراعها مع الاتحاد العالمي لعلماء المسلمين
في سبتمبر 2020، رفع الحزب الدستوري الحر قضية استعجالية لإيقاف أنشطة الاتحاد العالمي لعلماء المسلمين في تونس، بما فيها أنشطته بجامعة الزيتونة كمحاولة أولى من الحزب لإغلاق مقر الاتحاد. لكن في 10 نوفمبر 2020، رفضت المحكمة الابتدائية بتونس 1 الدعوى الاستعجالية التي تقدم بها الحزب الدستوري الحرّ.
وبعد أيام قليلة، أعلنت عبير موسي دخولها في اعتصام مفتوح رفقة ناشطين في حزبها أمام فرع الاتحاد العالمي لعلماء المسلمين بتونس للمطالبة بحلّه بدعوى أنه منظمة تنشر «الإرهاب». وقد ظل هذا الإعتصام حتى يوم 9 مارس 2021 حين أعلن الاتحاد العالمي لعلماء المسلمين بتونس عن محاولة عبير موسي الدخول لمقرّ الاتحاد بالقوّة.
وقال عضو مجلس إدارة الاتحاد بتونس لطفي العمدوني في تصريح للأناضول إن موسي وأنصارها اقتحموا الثلاثاء 9 مارس 2021 مقر الاتحاد في العاصمة تونس، رافعين شعارات مستفزة للأعضاء والنشطاء الموجودين بالداخل، متهمة إياهم بالإرهاب. فيما صرح الأمين العام للاتحاد علي محيى الدين القره داغي أن «اقتحام موسي لفرع الاتحاد جريمة لن نسكت عليه وسنرفع الأمر للقضاء، خاصة أن مؤسستنا معترف بها من الدولة ولديها تصريح».
وبعد نداءات الإستغاثة التي أطلقها الاتحاد، التحق نواب ائتلاف الكرامة المقرب من حركة النهضة باعتصام الحزب الدستوري الحر، أمام مقر الاتحاد العالمي لعلماء المسلمين مؤكدين أنهم لن يغادروا المكان إلا بمغادرة الحزب الدستوري الحر وأنصاره. ووسط حالة من الإحتقان والتشنج، قامت قوات الأمن التونسي، مساء الأربعاء 10 مارس 2021، بفض اعتصام «الحزب الدستوري الحر» أمام مقر الاتحاد العالمي لعلماء المسلمين لمخالفته آنذاك قرار فرض حظر الجولان بسبب جائحة كورونا.
وفي 14 ديسمبر 2021، أعلن الحزب الدستوري الحر عن الاعتصام مجدّدا أمام مقر الاتحاد العالمي لعلماء المسلمين. لكن الحزب وأنصاره تفاجؤوا هذه المرة بالتواجد المكثف لقوات الأمن الذين منعوا موسي وأنصارها من الإقتراب من المقر أو الاعتصام أمامه. واكتفوا بتخصيص مكان لها للإعتصام فيه فيما قالت عبير موسي أن قوات الأمن منعت إقامة خيمة وأكدت تطويقها بحواجز أمنية.
تصف عبير موسي مقر الاتحاد العالمي لعلماء المسلمين بتونس بـ«وكر القرضاوي». وتتعلق معظم التهم التي توجهها موسي للإتحاد بـ«الإرهاب» وبعلاقة الاتحاد ورئيسه السابق يوسف القرضاوي بجماعة الإخوان المسلمين التي تتهمها موسي أيضا بـ«الإرهاب».
قالت النائبة سامية عبو في إحدى مداخلاتها في البرلمان أن «عبير موسي رحبت (بالتصفيق والزغردة) بإستقبال الرئيس السابق بن علي للقرضاوي عام 2009 بينما نددت شريفات تونس بذلك»: ففي مارس 2009، زار رئيس الاتحاد العالمي لعلماء المسلمين آنذاك يوسف القرضاوي تونس بمناسبة اختيار القيروان عاصمة للثقافة الإسلامية، وقالت قناة تونس 7 آنذاك أن «سيادة الرّئيس زين العابدين بن علي أذن في اطار فعاليّات اختيار القيروان عاصمة للثقافة الاسلاميّة باستقبال فضيلة الشّيخ يوسف القرضاوي بصفته رمزا من رموز التّسامح ونشر الفضيلة بين أبناء الأحبة».

#### عضوية مجلس النواب
ترأست موسي قائمة حزبها في الإنتخابات التشريعية 2019 عن دائرة تونس 2 حيث حلت في المركز الثاني بـ26 ألف و64 صوتا، بلغت نسبة حضورها في الجلسات العامة حوالي 70%.
تزعمت عبير موسي كتلة الحزب الدستوري الحر في البرلمان (16 نائب) وتولت مهمة «مساعدة الرئيس المكلفة بشؤون النواب» صلب مكتب المجلس.

##### إعتصام كتلتها واتهامها بتعطيل عمل البرلمان
بدأت كتلة الحزب الدستوري الحر في البرلمان التونسي والمكونة من 16 نائب بقيادة عبير موسي بإعتصام داخل البرلمان احتجاجا على سياسة رئيس المجلس راشد الغنوشي، حيث حالت النائبة موسي وزملاؤها دون إلقاء الغنوشي لكلمة في البرلمان يوم الاثنين 20 يوليو 2020 خلال افتتاح جلسة كانت مخصصة للإعلان عن إطلاق الاستراتيجية الوطنية للحوكمة ومكافحة الفساد. وردد نواب الدستوري الحر هتافات معادية لحركة النهضة ورفعوا شعارات من قبيل «لا للإرهاب بمجلس النواب». وطالبوا بإجراءات لمنع من اعتبروهم «دعاة العنف والإرهاب من دخول مجلس نواب الشعب». قوبلت عبير موسي بإتهامات من قبل سياسيين وبرلمانيين تونسيين، بأنها ممولة ومدعومة من الإمارات العربية المتحدة وتقوم بتنفيذ أجندات خارجية.
قامت عبير موسي خلال حضورها أشغال مكتب مجلس النواب ببث مباشر على صفحتها بالفيسبوك تكيل فيه الإتهامات لرئيس المجلس راشد الغنوشي أو تعلن فيه رفضها بعض الإجراءات. تكرر الأمر كثيرا خلال هذه المدة النيابية. لكن في 18 مارس 2021، مُنعت عبير موسي من دخول مكتب مجلس نواب الشعب والالتحاق بأشغال مكتب المجلس من قبل الإداريين، وذلك بعد منشور داخلي أصدره رئيس المجلس راشد الغنوشي. ويأتي قرار الغنوشي على خلفية «مواصلة عبير موسي تعطيل اشغال البرلمان ومكتب المجلس وتهجمها على النواب والأعوان والصحفيين واتهامها لهم جميعا بانهم يأتمرون بأوامر الغنوشي» حسب ما ذكرته وسائل إعلام تونسية. ودخلت موسي في مواجهة وتشنج مع موظفي البرلمان وتبادل التهم بعد إعلامها بعدم تمكنها من الالتحاق بالمكتب.
وفي 23 مارس 2021، قرّر مكتب مجلس نواب الشعب، منع رئيسة كتلة الحزب الدستوري الحر عبير موسي من أخذ الكلمة خلال ثلاث جلسات متتالية، بعد تعمّدها صباح اليوم تعطيل سير الجلسة العامة باستخدام مكبر صوت، كما قرر المكتب منع استعمال مضخمات الصوت أو أي وسيلة لتضخيم الصوت داخل قاعة الجلسات العامة، «حفظا للأمن وضمانا للسير العادي لعمل المجلس» حسب بيان مكتب مجلس النواب.
في يوليو 2021، أعلن رئيس مجلس النواب التونسي راشد الغنوشي مقاضاة أعضاء كتلة الحزب الدستوري الحر (16 نائبا) التي تتزعمها عبير موسي، بتهمة تعطيل أعمال البرلمان.

##### سحب الثقة من راشد الغنوشي
لعبت عبير موسي دورا أساسيا في محاولة سحب الثقة من رئيس مجلس نواب الشعب راشد الغنوشي حيث أعلنت كتلتها النيابية في البرلمان، الثلاثاء 26 يناير 2021، الدخول في اعتصام بالبرلمان، حتى تمرير لائحة سحب الثقة. كما قدم الحزب الدستوري الحر لائحة جديدة لسحب الثقة من الغنوشي ضمت 17 توقيعا فقط بيد أن تمرير اللائحة يتطلب 73 توقيعا على الأقل. في حين رفضت كتل أخرى معارضة للغنوشي مثل الكتلة الديمقراطية (38 مقعدا) وكتلة الإصلاح (16 مقعدا) وكتلة تحيا تونس (10 مقاعد) التوقيع على لائحة الدستوري الحر، دون ذكر أسباب.
قبل أقل من عام، كانت قد قدمت الكتل الثلاثة المذكورة سابقا، عريضة لسحب الثقة في يوليو 2020، ضمت التوقيعات المطلوبة لكن في 30 يوليو 2020، أسقط مجلس النواب لائحة سحب الثقة من الغنوشي بعد إخفاق المعارضة في توفير الأغلبية المطلوبة (109 صوت).

##### الإعتداءات المتكررة عليها
- شهدت إحدى أروقة مجلس النواب ظهر الأربعاء 27 يناير 2021 مشادة بين عبير موسي رئيسة كتلة الدستوري الحر وسيف الدين مخلوف رئيس كتلة ائتلاف الكرامة: أثناء قيام موسي ببث مباشر على صفحتها بالفيسبوك توجه فيه نقدا واتهامات لكل من حركة النهضة وائتلاف الكرامة «بصوت عال»، تصادف مرور سيف الدين مخلوف فقامت موسي بتوجيه كاميرا هاتفها نحوه وواصلت حديثها، الأمر الذي استفزه ودفعه للتهجم عليها وافتكاك هاتفها لمنعها من مواصلة التصوير. كما نشر النائب عن الدستوري الحر مجدي بوذينة فيديو مباشر آخر يصوّر غضب مخلوف واعتدائه على موسي لفظيا.[44][45]
- في 30 يونيو 2021، عقد البرلمان جلسة عامة للتصويت على فتح مكتب لصندوق قطر للتنمية بتونس، الجلسة التي حاولت عبير موسي جاهدت لمنعها وعرقلتها لرفضها هذه الإتفاقية، فقد عمدت التشويش على الجلسة مرارا، كما دخلت عبير في مواجهات مع عدد من النواب منهم النائب المستقل الصحبي سمارة، الذي هاجمها وقام بصفعها وتسديد بعض اللكمات لها بقاعة الجلسات العامة، فيما أثارت الحادثة حالة من الفوضى داخل قاعة الجلسة.[46][47][48]
- لم تمر ساعات على اعتداء النائب الصحبي صمارة، حتى قام النائب سيف الدين مخلوف بالإعتداء على عبير موسي: فبعد مصادقة مجلس النواب على مشروع قرار فتح مكتب لصندوق قطر للتنمية بتونس منحت رئيسة الجلسة سميرة الشواشي الكلمة لسيف الدين مخلوف فقامت موسي بالوقوف أمامه والصراخ في وجهه ثم قامت موسي بحجب كاميرا التلفزة الوطنية التي كانت تبث الجلسة مباشرة، مما أثار غضب مخلوف الذي قام بركلها لإبعادها عن الكاميرا. وهو الإعتداء الثاني على عبير موسي في نفس اليوم.[49][50][51]

##### نهاية فترة نيابتها
جُمدت عضويتها في البرلمان ورُفعت عنها الحصانة رفقة جميع النواب بأمر رئاسي صادر عن الرئيس قيس سعيد في 25 يوليو 2021. وظلت على ذلك الحال حتى حل البرلمان بتاريخ 30 مارس 2022.

### ما بعد 25 يوليو 2021

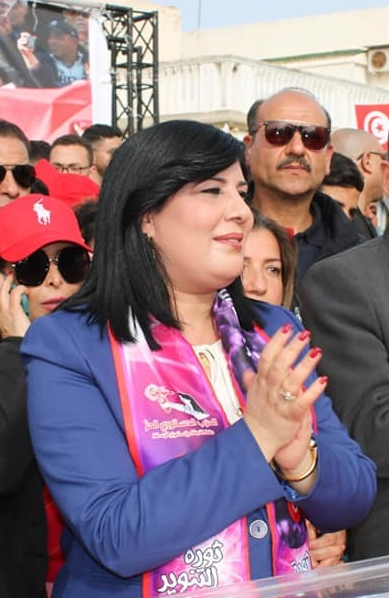
عبير موسي خلال إحدى تظاهرات حزبها ضد سياسات الرئيس قيس سعيد في أبريل 2022

في 25 يوليو 2021، أصدر الرئيس قيس سعيد قرارات رئاسية قضت بتجميد مجلس النواب (تعليق إختصاصاته) ورفع الحصانة عن جميع النواب. وهو ما يعرف بالأزمة السياسية التونسية.
قالت عبير موسي أنّ «راشد الغنوشي منذ تجميد البرلمان أبقى على صفته كرئيس مجلس نواب الشعب، مؤكّدة أنّ ذلك منحه الأريحية للتحرك والتعامل مع جهات داخلية وخارجية» واعتبرت موسي أن قرار رئيس الجمهورية بتمديد تعليق أعمال البرلمان لمدة سنة إضافية، مثّل «هدية» لرئيس حركة النهضة راشد الغنوشي للبقاء عاما إضافيا كرئيس للبرلمان دون محاسبة على «الجرائم السياسية والاقتصادية» على حد تعبيرها.
كما اعتبرت موسي، أن «الدولة التونسية باتت مخترقة، وأنها زادت ضعفا وهوانا بعد إجراءات 25 يوليو التي اعلنها الرئيس قيس سعيد». كما أصبحت عبير موسي تصف رئيس الجمهورية قيس سعيد بلفظ «رئيس سلطة تصريف الأعمال».

#### موقفها من «معارضي الإجراءات الرئاسية»
بعد الإجراءات الرئاسية التي اتخذها الرئيس قيس سعيد منذ 25 يوليو 2021، تشكلت عدة جبهات ومبادرات معارضة لهذه القرارات وأبرزهم حملة «مواطنون ضد الانقلاب» التي يقودها ثلة من الناشطين السياسيين والحقوقيين مثل جوهر بن مبارك وعز الدين الحزقي والحبيب بوعجيلة. وجهت عبير موسي نقدا لاذعا لهذه الحملة واتهمتها بأنها «أحد أذرع» حركة النهضة خاصة أن النهضة دعمت هذه الحملة ورحبت بها، كما زار راشد الغنوشي مقر الإعتصام الذي تقوده الحملة يوم 28 ديسمبر 2021 وأكد على ضرورة التحالف بين الإسلاميين واليسار لمواجهة إجراءات قيس سعيد. أصدر الحزب الدستوري الحر يوم 18 ديسمبر 2021، بيانا وصف فيه حملة «مواطنون ضد الإنقلاب» بأنه «تنظيم وهمي خطير ومشبوه يغالط الرأي العام وبأنه غطاء لتحركات تنظيم الإخوان فرع تونس الذي يرأسه راشد الغنوشي».
ورغم معارضتها أيضا لقيس سعيد وقراراته الرئاسية، إلا أنها رفضت التحالف مع الجبهات المعارضة الأخرى وأبرزها جبهة الخلاص الوطني التي اعتبرتها مُحاولة لإعادة «الإخوان» للحكم وفق قولها.

#### قضية «المخالفات الانتخابية»
في يناير 2022، أصدرت النيابة العمومية في المحكمة الابتدائية بتونس قرارا يقضي بإحالة المرشحة الرئاسية السابقة عبير موسي وعدد من المرشحين الآخرين إلى التحقيق، بتهم ارتكاب مخالفات انتخابية خلال الانتخابات الرئاسية والبرلمانية التي جرت عام 2019. بينما نفت موسي ارتكابها أي «جرائم انتخابية».

#### الاستشارة الالكترونية
أعلنت رئيسة الحزب الدستوري الحر، عبير موسي في فبراير 2022، أن حزبها «لن يعترف بأي نتائج تنبثق عن الاستشارة الالكترونية». كما أكدت موسي على عدم شرعية الاستشارة الالكترونية وأعلنت عن تحرير عريضة لإيقافها وشددت على مواصلة مقاضاة المشرفين على الاستشارة من أجل «إهدار المال العام» و«تدليس إرادة المواطنين» حسب تعبيرها.

#### موقفها من الاستفتاء
اعتبرت عبير موسي الاستفتاء على الدستور الجديد للبلاد والذي جرى يوم 25 يوليو 2022 «باطلا شكلا» مؤكدة على أن حزبها لن يعترف به وبنتائجه.

#### التحول إلى المعارضة
تعددت مواقف عبير موسي المعارضة للإجراءات التي اتخذها الرئيس قيس سعيد بالتحديد منذ قرارات 22 سبتمبر 2021 المتعلقة عموما بسيطرة الرئيس سعيد على إدارة السلطتين التشريعية والتنفيذية، فأعلنت رفضها الدستور الجديد المُستفتى عليه في 25 يوليو 2022، ثم مقاطعتها وحزبها للانتخابات التشريعية المبكرة في 17 ديسمبر 2022 وعدم الاعتراف بنتائجها. ثم إعرابها عن فقدان الرئيس سعيّد شرعيته بموجب «الدستور الذي أصدره». كما تولّى الحزب الدستوري الحر بقيادتها الطعن في العديد من الأوامر الرئاسية والقوانين الصادرة عن رئيس الجمهورية أمام القضاء، مثل المرسوم 55 المتعلق بتنقيح القانون الانتخابي.
أعلنت موسي في 15 أكتوبر 2022، خلال مسيرة من تنظيم حزبها، عدم الاعتراف بقيس سعيد رئيسا للتونسيين بالإضافة لاعتبارها الدستور الجديد والانتخابات التشريعية القادمة وجميع إجراءات سعيد الرئاسية باطلة وذلك على إثر تضييقات أمنية قالت إنها قد تعرضت لها وأنصارها بأوامر من قيس سعيد. وفي نفس اليوم، تخرج موسي عبر بث مباشر من صفحتها الرسمية على فيسبوك من أمام مقر وزارة الداخلية لتعلن خوضها إضراب جوع مفتوح تحت إطار الاحتجاج ضد ما أسمته «دكتاتورية قيس سعيد».

## الصراع السياسي مع جبهة الخلاص الوطني
سبق أن أعلنت عبير موسي رفضها أي نقاش أو التقاء مع جبهة الخلاص الوطني. لأول مرة في تاريخ المعارضة التونسية يحدث صراع بين معارضتين بتوجهين سياسين مختلفين و يصل حد التقاضي تقدمت عبير موسي بقضية ضد أحمد نجيب الشابي وجوهر بن مبارك ورضا بالحاج و الرئيس السابق المنصف المرزوقي. كما أكّد القيادي في جبهة الخلاص رضا بالحاج،يوم الاثنين 2 جانفي 2023، أنّ الفرع الجهوي للمحامين بتونس أعلمه بإحالته رفقة رئيس جبهة الخلاص أحمد نجيب الشابي على أنظار قاضي التحقيق كمتهمين على خلفية قضية تقدّمت بها رئيسة الحزب الدستوري الحرّ عبير موسي. لكن رئيس جبهة الخلاص الوطني أحمد نجيب الشابي صرح إنه لن يستجيب لأي استدعاء قضائي ولن يكون طرفا فيما سماها مسرحية قضائية.

## الحياة الشخصية
عبير موسي متزوجة ولها إبنتين.